# Jombatan (Jombang)
Jombatan is een bestuurslaag in het regentschap Jombang van de provincie Oost-Java, Indonesië. Jombatan telt 6486 inwoners (volkstelling 2010).